# Сандемусе, Аксель
Аксель Сандемусе (норв. Aksel Sandemose; при рождении Axel Nielsen 19 марта 1899 — 6 августа 1965) — норвежский писатель, родившийся в семье отца-датчанина и матери-норвежки.
Сын писателя, Бьярне Сандемусе (р. 1926) — изобретатель, работает в области кино. Ещё один сын, Эрген Сандемусе (р. 1945) — философ и писатель. В частности, он опубликовал книгу об отце «Беглец» (Flyktningen). Внучка Ибен Сандемусе (р. 1950) — художница. Правнук Миккель Сандемусе (р. 1974) — кинорежиссёр.
Помимо литературной деятельности, Аксель занимался журналистикой, преподаванием, морским ремеслом. Жил в провинции Ньюфаундленд и Лабрадор. Литературный дебют состоялся в 1923 году, когда вышел его роман «Fortællinger fra Labrador» (рус. Рассказы о Лабрадоре). С 1930 года обосновался в Норвегии. В 1933 году вышел наиболее знаменитый роман писателя «En flyktning krysser sitt spor» (рус. Беглец пересекает свой след).

## Жизнеописание
Аксель Сандемусе родился в семье Эгрена Нильсена (1859— 1928) и Амалии Якобсдаттер (1861— 1926). Отец, датский кузнец, в годы Первой мировой войны разбогател и стал фабрикантом. Мама, родом из усадьбы Сандермусен (норв. Sandermosen) в местности Маридален, что в Акере, еще девушкой приехала в Ютландию, чтобы работать горничной. В этой рабочей семье вырос Аксель — восьмой из девяти детей. Он был одарён и мечтал стать учителем или священником, но всё его образование ограничилось начальной школой и шестью месяцами обучения в педагогическом училище в 1915—1916 годах.
Сандемусе женился 12 августа 1921 года в Копенгагене на Дагмар Дитлевсен (28 сентября 1896 — 24 сентября 1984), родом из Нюкёбинг-Морса, дочери крестьянина Карла Кнудсена Дитлевсена (1855—1933) и Метте-Марии Мадсен (1862—1908). В мае 1930 года Аксель с женой, сыном и двумя дочерьми-близняшками переехал в Осло и жил там до 1941 года, когда ему пришлось уехать в Швецию, чтобы избежать репрессий от немецкой оккупационной власти за то, что имел связи с Норвежским движением Сопротивления. В 1944 он расстался с Дагмар и 30 сентября 1944 года в Стокгольме женился второй раз — на библиотекарше Еве Борген (23 сентября 1906 — 3 июля 1959), дочери врача Улава Кастле (1868—1932) и Лауры Фредрики Людовики Томсон (р. 1879). После войны Аксель, Ева и их два сына-близнеца поселились на ферме Кьёркельвик (норв. Kjørkelvik), муниципалитет Сёнделед, Рисёр. Овдовев, Аксель Сандемусе женился 6 января 1962 в Люнгбю на датской актрисе Ханне Маргрете Гольбек, урожденной Нильсен (р. 27 января 1933), дочери журналиста Карстена Нильсена (1908—1987) и Гильде Маргрете Рант (р. 1910). Супруги переехали в Осло и жили там до самой смерти писателя.
В 1923—1928 годах, прежде чем перебраться в Норвегию, Аксель Сандемусе опубликовал шесть сборников рассказов и романов на датском языке. Особый интерес в этой стране вызвал морской роман «Судовой домовой» (1927), благодаря которому автор легко наладил контакты с норвежскими литераторами. В Осло он сразу же вошел в круг членов литературного коммунистического объединения «Мот Даг» (Mot Dag), но так и не вступил в него. Среди его друзей и советчиков в эти первые годы были Хельге Круг, Иоганн Вогт, а особенно Сигурд Хуль — искренний приятель, первый читатель и доброжелательный критик произведений Сандемусе. Сигурд помог Акселю прийти к психоанализу — средству, которое впоследствии сыграло большую роль в его творчестве.
На новом месте Сандемусе сразу же дал себя знать как талантливый писатель, ярый полемист и склонный к столкновениям любитель выпить. За десять лет, что прошли до начала войны в апреле 1940 года, он издал романы «Беглец пересекает свой след» (норв. En flyktning krysser sitt spor), «Мы украшаем себя рогами» (норв. Vi pynter oss med horn) и несколько менее значительных книг. Сандемусе также написал ряд статей в радикальных журналах норвежской столицы.
Находясь в Швеции, Сандемусе опубликовал один из своих самых значительных романов «Прошлое — это сон», который в 1946 году вышел в норвежском переводе. Из других его произведений успех у читателей имели «Оборотень» и книга воспоминаний «Стены вокруг Иерихона» (1960).
Последние годы своей жизни Сандемусе тяжело болел, но издал несколько книг, в том числе «Свадьба Фелиции», продолжение «Оборотня». Последняя его законченная работа — это сборник рассказов «Танцуй, танцуй, Роселилль», которая вышла в свет посмертно — в 1965 году. В 1934—1936 писатель издавал журнал «Фешо» (Fesjå), а в 1951—1955 — журнал «Времена года» (Årstidene). Сам же и писал материал к ним. В послевоенные годы Сандемусе некоторое время работал литературным критиком в издании «Свобода» (Friheten). Кроме того, сотрудничал с рабочим журналом «Современность» (Aktuell), где публиковал два цикла — «Послание» (Epistler) и «Моральные идеи» (Moralske tanker).
В 1959 году получил литературную премию Доблоуга, которую присуждает Шведская академия.
Похоронен на Западном кладбище Осло.

## Закон Янте
В романе «Беглец пересекает свой след» Сандемусе сформулировал и описал своего рода свод правил «Janteloven» (Закон Янте), согласно которому общество не признает право кого-либо на индивидуальность. По мнению писателя по этим правилам живут люди в небольших городах, где «все друг друга знают». Роман Сандемусе основан на его детских воспоминаниях о жизни в маленьком датском городке Нюкёбинг (норв. Nykøbing).
Десять правил:
# Не думай что ты особенный.
# Не думай, что ты в том же положении, что и мы.
# Не думай, что ты умнее нас.
# Не хвались тем, что ты лучше нас.
# Не думай, что ты знаешь больше нас.
# Не думай, что ты важнее нас.
# Не думай, что ты хорошо что-то умеешь делать.
# Не смейся над нами.
# Не думай, что нам есть до тебя дело.
# Не думай, что ты можешь нас чему-то научить.„Ключевой закон“ Сандемусе